# Виборчий округ 164
Виборчий округ 164 — виборчий округ в Тернопільській області. В сучасному вигляді був утворений 28 квітня 2012 постановою ЦВК №82 (до цього моменту існувала інша система виборчих округів). Окружна виборча комісія цього округу розташовується в приміщенні костелу Бернардинів за адресою м. Збараж, вул. Незалежності, 8.
До складу округу входять місто Кременець, Збаразький, Лановецький, Підволочиський, Шумський райони, частина Кременецького району (місто Почаїв та все що на північ від нього). Виборчий округ 164 межує з округом 119 на північному заході, з округом 154 на півночі, з округом 153 на північному сході, з округом 189 на сході, з округом 188 на південному сході, з округом 166 на півдні та з округом 165 на заході. Виборчий округ №164 складається з виборчих дільниць під номерами 610328-610403, 610544-610552, 610554-610587, 610591-610592, 610596-610604, 610607, 610609-610610, 610613-610664, 610717-610780, 611034-611058, 611060-611091, 611184 та 611186.

## Народні депутати від округу
| Ім'я                       | Фото | Партія       | Скликання | Дата набуття повноважень | Дата припинення повноважень |
| -------------------------- | ---- | ------------ | --------- | ------------------------ | --------------------------- |
| Головко Михайло Йосифович  |      | Свобода      | 7-ме      | 12 грудня 2012           | 27 листопада 2014           |
| Головко Михайло Йосифович  |      | Свобода      | 8-ме      | 27 листопада 2014        | 29 серпня 2019              |
| Василів Ігор Володимирович |      | Слуга народу | 9-те      | 29 серпня 2019           |                             |

## Результати виборів

### Парламентські

#### 2019
Кандидати-мажоритарники:
- Василів Ігор Володимирович (Слуга народу)
- Головко Михайло Йосифович (Свобода)
- Боярський Вадим Андрійович (Батьківщина)
- Чоботарь Валерій Георгійович (Європейська Солідарність)
- Кравець Володимир Васильович (самовисування)
- Яциковський Богдан Ігорович (Радикальна партія)
- Салко Віта Степанівна (Голос)
- Дацків Ігор Васильович (самовисування)
- Панчук Іван Миколайович (самовисування)
- Левчук Ігор Іванович (Опозиційний блок)
- Тимощук Роман Афанасійович (Разом сила)
- Іванусь Богдан Іванович (самовисування)
- Купина Василь Володимирович (самовисування)

#### 2014
Кандидати-мажоритарники:
- Головко Михайло Йосифович (Свобода)
- Анін Віктор Іванович (самовисування)
- Кушнір Руслана Миколаївна (Батьківщина)
- Лабайчук Василь Іванович (Правий сектор)
- Васько Петро Зеновійович (самовисування)
- Яциковський Богдан Ігорович (самовисування)
- Бліхар Володимир Васильович (самовисування)
- Півторак Олександр Романович (Радикальна партія)
- Садовський Віктор Анатолійович (самовисування)
- Дишкант Юхим Борисович (самовисування)
- Дубова Юлія Василівна (самовисування)
- Палюх Андрій Ярославович (самовисування)
- Худий Андрій Богданович (самовисування)
- Кондира Степан Володимирович (Народний рух України)
- Самойлович Костянтин Альбінович (самовисування)
- Фаренюк Сергій Григорович (самовисування)

#### 2012
Кандидати-мажоритарники:
- Головко Михайло Йосифович (Свобода)
- Клименко Володимир Олександрович (самовисування)
- Муц Орест Павлович (самовисування)
- Ломакович Віталій Афанасійович (УДАР)
- Гульовський Володимир Орестович (Українська народна партія)
- Ковальчук Іван Григорович (Комуністична партія України)
- Бочаров Михайло Григорович (самовисування)
- Липка Василь Іванович (Партія регіонів)
- Будкевич Андрій Андрійович (Ліберально-демократична партія України)
- Негода Любомир Миколайович (самовисування)
- Самойлович Костянтин Альбінович (самовисування)
- Пліш Іван Едуардович (самовисування)
- Тарасенко Андрій Іванович (самовисування)

## Явка
Явка виборців на окрузі: